# Albert Lilienberg
Albert Lilienberg, (født 15. oktober 1879 i Ronneby, død 27. august 1967 i Stockholm) var en svensk byplanlægger. Han opåede fra 1907–27 at være den første stadsingeniør for Göteborg og var i 1928–44 stadsarkitekt i Stockholm.
Lilienberg blev student i 1898, tog eksamen fra Kungliga Tekniska Högskolan i 1903, foretog studierejser hovedsageligt til Tyskland og USA 1903–05, blev ansat som brobygningsingeniør i Halmstad i 1906, i Malmö i 1907 og fik stilling i Göteborg samme år. Han var formand for Tekniska samfundet og underviser i byplanlægningslære ved Chalmers Tekniska institut.

## Karriere

### Göteborg
Albert Lilienberg var en af de fremmeste repræsentanter for den østrigske arkitekt Camillo Sitte's byplanlægningmetoder. Lilienbergs arkitektur var kendetegnet ved at fokusere på terræntilpasning med buede former, hvor blikket ikke ville forsvinde "ud i intetheden". Han arbejdede på Sittes ideal om det "lukkede rum", hvor husene ligger tæt på gaden med haverne bagved. Han lancerede dog også sine egne ideer, blandt andet lagde han vægt på, at bybilledet på afstand var det væsentligste ved byggeri.
Med Lilienberg skete der et skifte til mere teknisk og organisatorisk byplanlægning. Moderne byplanlægning skulle afgøre, hvor der kunne opføres forskellige typer boliger, hvor industrierne burde være, og hvordan infrastrukturen skulle arrangeres.
Lilienberg udarbejdede bl.a. byplaner i Göteborg bl.a. for Bagaregården (1911), Brämaregården, Gamlestaden, Jakobsdal (1924), Kålltorp (1922) og Lorensbergs villastad. Han stod også bag skabelsen af Götaplatsen i 1910, Johanneberg (1917), Landala Egnahem (1908), Änggården (1908) samt Örgryte trädgårdsstad og Kungsladugård (1916), der senere blev anlagt som havebyer.
I Göteborg tilhørte Lilienberg det såkaldte lørdagshold, der samledes om lørdagen for blandt andet at diskutere politiske emner. Selskabet omfattede også Henrik Almstrand, Leonard Jägerskiöld, Ernst Hagelin, Otto Sylwan, Ludvig Stavenow, Axel Romdahl, Evald Lidén, Otto Lagercrantz, Axel Nilsson, Erland Nordenskiöld, Gösta Göthlin, Erik Björkman og Peter Lamberg.

### Stockholm
Som nyudnævnt stadsarkitekt fremlagde Albert Lilienberg i 1928 en helhedsplan, der var udgangspunktet for debatten før den endelige beslutning om Norrmalms totalfornyelse i 1945. Lilienbergs forslag indebar en udvidelse af Sveavägen helt frem til Gustav Adolfs Torg i overensstemmelse med de gamle planer fra Albert Lindhagen og Nicodemus Tessin den yngre, men denne plan blev dog ikke realiseret.
Den 4. maj 1944 forlod Lilienberg sin stilling efter eget ønske. Kort forinden havde en indflydelsesrig ejendomsspekulant i byen rapporteret til afdelingsborgmesteren Yngve Larsson, at Lilienberg havde bedt om at låne et større beløb af ham. Sven Markelius blev efterfølgende ny stadsarkitekt i byen.
Lilienbergs arbejde for Stockholm omfatter også byplaner for Norra- og Södra Ängby i Bromma, som han udviklede i samarbejde med byggeafdelingens arkitekt Thure Bergentz. Ud over sin indsats i Göteborg og Stockholm, gennemførte Lilienberg mere end 60 byplaner for andre byer og lokalsamfund i Sverige.
Albert Lilienberg var formand for Svenska kommunaltekniska föreningen fra 1929 og medlem af Statens Udvalg for Bygningsforskning fra 1942. Som stadsarkitekt var han (i 1940) desuden medlem af Tunnelkomitéen.

### Æresbevisninger
Han modtog følgende ordener: Ridder af Dannebrog (Danmark), Sankt Olavs Orden af første klasse (Norge), Ridder af Nordstjärneordenen i 1923 (Sverige), Ridder af Vasaorden af anden klasse den 6. juni 1942 (Sverige) og hædersmedlem af Royal Town Planning Institute i London (1914).

## Familie
Albert Lilienberg var søn af herredshøvdingen Albert Alexander Lilienberg (den ældre) og Tekla Lilienberg (født "Viklund" i 1858, Östersund). Lilienbergs (den yngre) første ægteskab strakte sig fra 1909–25 og var med arkitekt Ingrid Wallberg, datter af fabrikant Alfred Wallberg og Lotten Wallberg (født "Ericson") og anden gang fra 1928- med Ingrid Maria Uhr, datter af apoteker David Uhr og Malin Uhr (født "Svensson").

## Billedgalleri, et udpluk af Stockholms byplaner
- Kommuneplan for Norra Ängby i Stockholm (1930).
- Kommuneplan for Riksby koloniträdgårdsområde (1930).
- Kommuneplan for en del af Traneberg i Stockholm (1934).
- Kommuneplan for Södra Hammarby (1936).
- Forslag til kommuneplan for bydelen Åkeslund i Stockholm (1939).